# Janowice Duże (Zamość)
Janowice Duże – część miasta Zamościa w województwie lubelskim. Stanowi część dzielnicy Janowice (w przeciwieństwie do Janowic Małych, które stanowią część dzielnicy Karolówka (od 1934 w granicach Zamościa).
Leżą w zachodniej części miasta, w okolicy ulicy Szczebrzeskiej.

## Historia
Dawniej samodzielna wieś w gminie Nowa Osada. W 1918 roku włączona w granice Zamościa.